# 小関素明
小関 素明（おぜき もとあき、1962年 - ）は、日本の日本史学者。専攻は近現代政治史・思想史。立命館大学教授。

## 略歴
立命館中学校・高等学校を経て立命館大学日本史学科に進む。1985年の卒業後、同大学大学院文学研究科にて史学を専攻し(日本史専修)、1990年に博士課程取得退学。2002年神戸大学より博士（文学）の学位を取得。
国立歴史民俗博物館歴史研究部助手、立命館大学文学部助教授（日本史学専攻）を経て、同大学教授（日本史研究学域）。
立命館史学会、京都民科歴史部会、近代都市史研究会、日本史研究会に所属。

## 著書
- 著書一覧

単著
- 『日本近代主権と立憲政体構想』日本評論社、2014年12月

共著
- 山口定・佐藤春吉・中島茂樹・小関素明『新しい公共性』有斐閣,151－73頁,2003年
- 山口定・中島茂樹・松葉正文・小関素明『現代国家と市民社会』ミネルヴァ書房,27－52頁,2005年
- 林尚之・住友陽文 編著、樋口陽一・小関素明・田中希生・佐藤太久磨 著『立憲主義の「危機」とは何か』すずさわ書店,2015年9月

## 論文
おもなもの。一覧は#外部リンクから参照のこと
- 「支配イデオロギーとしての立憲主義思想の思惟構造とその帰結」『日本史研究』322号、1989年
- 「立憲制と専制」『日本史講座』8号、東京大学出版会、2005年
- 「岐路に立つ『戦後歴史学』」『日本史研究』537号、2007年
- 「『不磨の大典』から『人類普遍の原理』へ」『日本史研究』550号、2008年
- 「『戦後歴史学』の深度再考」『日本史研究』552号、2008年
- 「日本における主権的権力の原理と形状」『日本史研究』570号、2010年
- 「明治維新『革命』論」『史創』2号、2012年